# Маргарета Сігфрідссон
Марґарета Сіґфрідссон (швед. Margaretha Sigfridsson, 28 січня 1976) — шведська керлінгістка, олімпійська медалістка. Скіп шведської національної команди.

## Виступи на Олімпіадах
| Олімпіада | Дисципліна | Місце |
| --------- | ---------- | ----- |
| Сочі 2014 | Керлінг    | 2     |